# Juan Antonio Galarraga
Juan Antonio Galarraga Ituarte (San Sebastián, 29 de enero de 1920-Sevilla, 25 de abril de 2005) fue un farmacéutico y sacerdote español, que inició la labor apostólica del Opus Dei en el Reino Unido.

## Biografía
Nacido en San Sebastián, se trasladó a Madrid para cursar la licenciatura y el doctorado en Farmacia en la Universidad Central de Madrid. En la capital de España, conoció el Opus Dei, y solicitó su admisión en 1940. Después de vivir en la residencia de Jenner, y permanecer dos años en la residencia de Diego de León, fue director de las residencias madrileñas de Jenner (octubre de 1942-marzo de 1943) y Moncloa, y de la granadina Albazyin (junio de 1945). En noviembre de 1942 fue llamado a filas, y destinado, junto a Jesús Larralde al  cuerpo de sanidad en la farmacia militar. Del 29 de julio al 7 de agosto de 1943 asistió junto con otros miembros del Opus Dei a una semana de trabajo que convocó Josemaría Escrivá en Jenner. En 1945 defendió su tesis doctoral "Sobre la composición química de las levaduras procedentes de las heces de vino" en la Universidad Complutense de Madrid, dirigida por Ángel Santos Ruiz, en 1945.
A mediados de octubre de 1946 regresó a Madrid, para preparar su traslado a Londres. Galarraga consiguió una beca de la Junta de Relaciones Culturales del Ministerio de Asuntos Exteriores, para trabajar en un proyecto de investigación en la Universidad de Londres. En la capital británica trabajó en la Escuela de Higiene y Medicina Tropical (London School of Hygiene and Tropical Medicine), bajo la supervisión del profesor Harold Raistrick. La beca, que inicialmente era para seis meses, fue prorrogada hasta 1948. En esa época ingresó en la Biochemical Society de Londres, donde trabajó durante unos años.
Trasladado a Roma, en 1953 se ordenó sacerdote. Tiempo después regresó a Londres como consiliario del Opus Dei en el Reino Unido, donde permaneció hasta 1972, año en el que regresó a España. En 2005 falleció en Sevilla.